# 21 Brygada Ochrony Pogranicza
 21 Brygada Ochrony Pogranicza – zlikwidowana jedna z brygad Wojsk Ochrony Pogranicza pełniąca służbę na granicy polsko-czechosłowackiej.

## Formowanie i zmiany organizacyjne

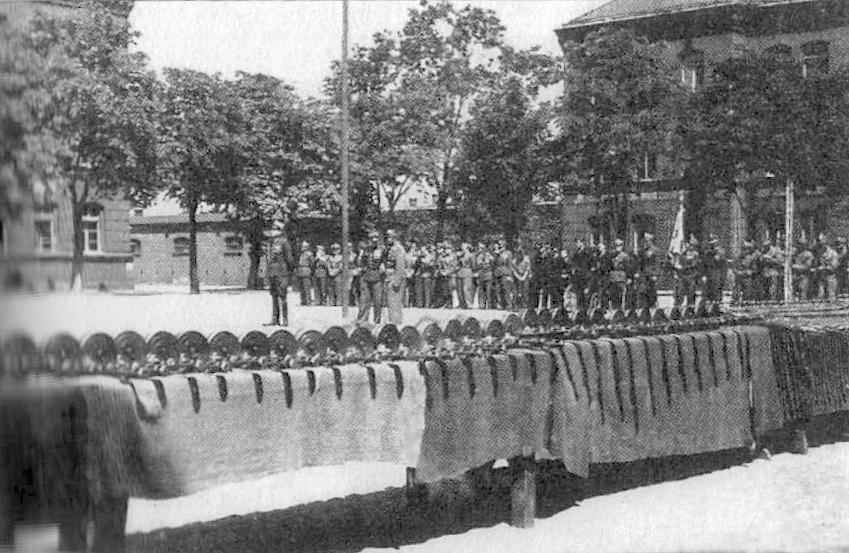
Uroczystość wręczenia broni, przemawia z-ca d-cy brygady mjr Przestaszewski (1948)

21 Brygada Ochrony Pogranicza JW 2219 (Zarządzenie SzSG Nr 053/Org. 30 marca 1946) została sformowana w 1948 na bazie Katowickiego Oddziału WOP nr 10, na podstawie rozkazu MON nr 055/org. z 20 marca 1948. Brygada posiadała pięć batalionów, a stan etatowy wynosił 2014 żołnierzy i 12 pracowników cywilnych. Sztab brygady stacjonował w Gliwicach ul. Nowotki obecnie Daszyńskiego 56. Podlegała Głównemu Inspektoratowi Ochrony Pogranicza, a od 1 stycznia 1950 Dowództwu WOP na podstawie rozkazu MBP nr 068 z dnia 1 lipca 1949. Z dniem 1 stycznia 1949 Wojska Ochrony Pogranicza, rozkazem MON nr 205/Org. z dnia 12 grudnia 1948 podporządkowane zostały Ministrowi Bezpieczeństwa Publicznego Zabezpieczenie materiałowe przejęły komendy wojewódzkie Milicji Obywatelskiej.

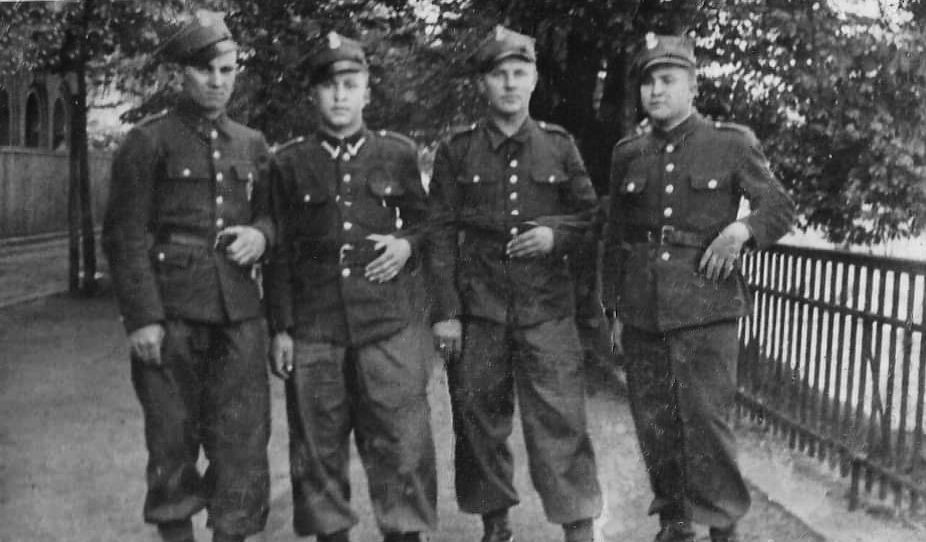
Żołnierze WOP na przepustce – 21 Brygada OP (lipiec 1948)

Aby nadać ochronie granic większą rangę, podkreślano wojskowy charakter formacji, 1 stycznia 1950 powrócono w nazwach jednostek do wcześniejszego określania: „Wojska Ochrony Pogranicza”. 1 stycznia 1951 weszła w życie nowa numeracja batalionów i brygad Wojsk Ochrony Pogranicza. Na bazie 21 Brygady Ochrony Pogranicza powstała 4 Brygada WOP.

## Struktura organizacyjna
W 1948:

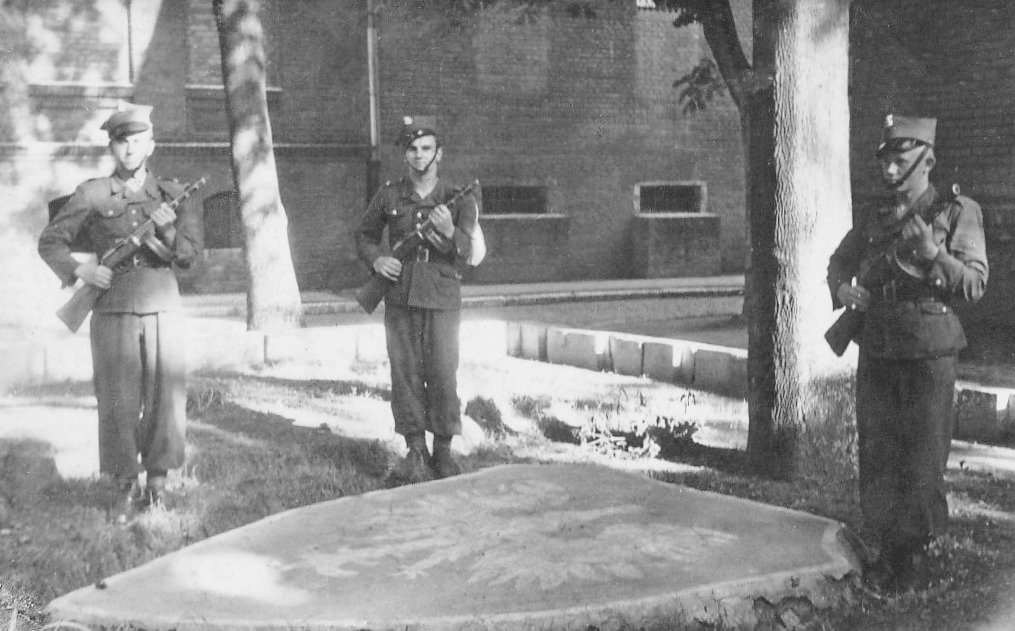
Żołnierze WOP na posterunku honorowym z PPSz (lipiec 1948)

- Dowództwo, sztab i pododdziały dowodzenia
- samodzielny batalion Ochrony Pogranicza nr 61 - Ustroń
- samodzielny batalion Ochrony Pogranicza nr 63 - Cieszyn
- samodzielny batalion Ochrony Pogranicza nr 67 - Racibórz
- samodzielny batalion Ochrony Pogranicza nr 69 - Głubczyce
- samodzielny batalion Ochrony Pogranicza nr 71 - Prudnik

Etat brygady przewidywał: 5 batalionów, 2014 wojskowych i 12 pracowników cywilnych.
Na terenie odpowiedzialności brygady funkcjonowało dziewięć GPK:
- Graniczna Placówka Kontrolna nr 44 „Cieszyn” (drogowa)
- Graniczna Placówka Kontrolna nr 45 „Cieszyn” (kolejowa)
- Graniczna Placówka Kontrolna nr 46 „Zebrzydowice” (kolejowa)
- Graniczna Placówka Kontrolna nr 47 „Chałupki” (drogowa)
- Graniczna Placówka Kontrolna nr 48 „Chałupki” (kolejowa)
- Graniczna Placówka Kontrolna nr 49 „Krzenowice” (drogowa)
- Graniczna Placówka Kontrolna nr 50 „Owsiszcze” (drogowa)
- Graniczna Placówka Kontrolna nr 51 „Pietrowice” (drogowa)
- Graniczna Placówka Kontrolna nr 52 „Głuchołazy” (kolejowa).

## Sztandar brygady
Wręczenie sztandaru dla poprzednika brygady - Katowickiego Oddziału WOP nr 10 odbyło się 4 listopada 1946. W uroczystości udział wzięli m.in.: minister obrony narodowej, marszałek Polski Michał Rola-Żymierski, minister hutnictwa Hilary Minc, wojewoda śląski gen. bryg. Aleksander Zawadzki, dowódca Okręgu Wojskowego IV gen. Stanisław Popławski oraz szef Departamentu WOP gen. bryg. Gwidon Czerwiński.
Na lewej stronie płatu sztandaru, w dolnym prawym rogu, na tarczce znajduje się czterowierszowy napis: „C.Z.P. (HUTNICZEGO) 24.XI.1946”.
W drzewce sztandaru gwoździe pamiątkowe wbijali m.in.: gen. Marian Spychalski, minister Eugeniusz Szyr, Generalny Dziekan Wojska Polskiego ks. płk Stanisław Warchałowski, wicewojewoda śląski płk Jerzy Ziętek, płk Redlich, płk Kuczyński oraz przedstawiciele kopalń „Pokój”. „Kościuszko”. „Bankowa” i „Mała Panew”.
Pomimo reorganizacji i zmiany nazwy jednostki, na sztandarze nie dokonywano żadnych poprawek. Sztandar został przekazany do Muzeum Wojska Polskiego w Warszawie 1 lipca 1963.

## Wydarzenia
- 1949 – przy sztabie brygady powstał pierwszy zespół amatorskiej twórczości artystycznej. Występował w pododdziałach granicznych i w miejscowościach na pograniczu[5].

## Sąsiednie brygady Ochrony Pogranicza
- 19 Brygada Ochrony Pogranicza ⇔ 23 Brygada Ochrony Pogranicza.

## Dowódca brygady
- ppłk Michał Hakman[5](1.01.1949–31.07.1950)[13].